# Philippe Tranchant
Pour les articles homonymes, voir Tranchant.
Philippe Tranchant est un footballeur puis entraîneur français, né le 23 avril 1956 à Carrouges dans le département de l'Orne.
Après avoir évolué au poste d'attaquant, notamment au sein du SM Caen du milieu des années 1970 au début des années 1980, il devient entraîneur au sein de ce club. Il en dirige notamment de 2011 à 2014 l'équipe réserve.

## Carrière
Milieu offensif côté gauche, Philippe Tranchant est un jeune espoir, ancien international cadets venu d'Argentan via un passage à l'US Valenciennes Anzin. 
Arrivé au Stade Malherbe en 1975 à 19 ans, il peine à s'imposer comme titulaire en Division 2 et après quatre saisons quitte Caen pour le CA Lisieux. Il revient la saison suivante comme entraîneur de l'équipe C, puis retrouve l'équipe première entre 1981 et 1983, alors que le club évolue en Division 3. En 1983, il arrête sa carrière de footballeur et rejoint Argentan.
A la fin des années 1990, il rejoint le staff du centre de formation du Stade Malherbe, ce qui lui permet de tisser des relations particulières avec des joueurs comme Matthieu Bodmer, Ronald Zubar ou encore Yoan Gouffran. Il a aussi repéré et formé Raphaël Guerreiro et Thomas Lemar,.
En 2009, le « responsable technique de la formation » du SM Caen prend en main l'équipe des moins de 19 ans du club, qui est tout près de se qualifier pour la finale nationale. En 2011, il est nommé à la tête de l'équipe réserve de Caen. Le 30 juin 2014, il quitte le club à la suite du non-renouvellement de son contrat.

## Statistiques
| Saison                | Club                  | Championnat           | Championnat | Championnat | Coupe(s) nationale(s) | Coupe(s) nationale(s) | Total | Total |
| Saison                | Club                  | Division              | M.          | B.          | M.                    | B.                    | M.    | B.    |
| 1975-1976             | SM Caen               | D2 gr.A               | 4           | 0           | 0                     | 0                     | 4     | 0     |
| 1976-1977             | SM Caen               | D2 gr.B               | 12          | 0           | 3                     | 0                     | 15    | 0     |
| 1977-1978             | SM Caen               | D2 gr.B               | 13          | 1           | 1                     | 0                     | 14    | 1     |
| 1978-1979             | SM Caen               | D3 gr.Ouest           | 21          | 4           | 1                     | 0                     | 22    | 4     |
| 1979-1980             | CA Lisieux            | D3 gr.Ouest           | -           | -           | -                     | -                     | 0     | 0     |
| 1981-1982             | SM Caen               | D3 gr.Ouest           | 24          | 4           | -                     | -                     | 24    | 4     |
| 1982-1983             | SM Caen               | D3 gr.Ouest           | 7           | 0           | -                     | -                     | 7     | 0     |
| Total sur la carrière | Total sur la carrière | Total sur la carrière | 81          | 9           | 5                     | 0                     | 86    | 9     |